# Schweigeminute (Siegfried Lenz)
Schweigeminute ist eine Novelle von Siegfried Lenz aus dem Jahr 2008.

## Inhalt
Die Handlung spielt an der westdeutschen Ostseeküste in der nicht näher spezifizierten Nachkriegszeit, wobei Erwähnungen von Benny Goodman und Ray Charles im Radio, des Liedes Spanish Eyes und eines VW Käfer am ehesten auf die 1960er- oder 1970er-Jahre hindeuten. Die Erzählung nimmt bei einer Gedenkfeier ihren Anfang, als Schüler und Lehrer in der Aula des Lessing-Gymnasiums Abschied von der jungen Englischlehrerin Stella Petersen nehmen, die bei einem Bootsunglück tödlich verletzt wurde. Christian, ein 18-jähriger Schüler, erinnert sich an seine Affäre mit Frau Petersen. Die Geschichte wird als Rückblende aus Christians Sicht erzählt, der während der Schweigeminute seine Beziehung zu der toten Geliebten sowie seine Erlebnisse mit ihr Revue passieren lässt.
Eines Tages in den Sommerferien kommt Stella an dem Hafen vorbei, in dem Christian seinem Vater – einem Steinfischer und Betreiber eines Ausflugsbootes – aushilft. Da sich Stella zu Beginn für den Beruf des Steinfischers interessiert, bietet Christian ihr an, mit ihnen zu fahren, später tanzen die beiden gemeinsam auf einem Dorffest. Einige Tage später unternehmen sie einen Ausflug zu einer nahegelegenen Vogelinsel, wo sie wegen eines Gewitters in einer kleinen Hütte Unterschlupf suchen und sich näherkommen. Nach ihrer Rückkehr verbringen sie die Nacht im Hotelzimmer miteinander. Fortan unternehmen sie hier und da gemeinsame Ausflüge. Nach einem spontanen Wettschwimmen kommt es erstmals zum Liebesakt zwischen Christian und Stella „in der Mulde bei den Kiefern“. Stella vermeidet es allerdings stets, die Zuneigung in der Öffentlichkeit – insbesondere in der Schule – zu zeigen, da das ihre Karriere als Lehrerin beenden würde. Sie zögert, als Christian ein gemeinsames Foto mit ihr macht, das er später in seinem Zimmer aufstellt. Das Foto bringt Christians Mutter und das Nachbarsmädchen Sonja dazu, trotz keiner offen abgebildeten Liebesbeweise die Liebesbeziehung zu erahnen.
Stella versucht, ihre Affäre mit Christian von ihrer Tätigkeit als Lehrerin zu trennen. Der junge Mann ist allerdings enttäuscht, dass sie ihn nach den Sommerferien wie die anderen Schüler behandelt. Als sie einen Aufsatz über Animal Farm von George Orwell schreiben müssen, deutet Christian die darin geschilderten Folgen des Aufstands der Tiere, schenkt den Machtkämpfen nach der „Eroberung“ aber keine Beachtung. Als er Stella unerwartet in der Wohnung ihres Vaters aufsucht und bei dieser Gelegenheit nach dem Ergebnis seiner Arbeit forscht, steckt Stella trotz aller Zuneigung und erfahrenen Nähe zu Christian das Feld ihrer Autorität ab, wenn sie sagt: „Dies ist wohl nicht der Ort, um über Zensuren zu sprechen.“ Christian spinnt dennoch an Plänen für eine gemeinsame und dauerhafte Zukunft („…ich glaubte ein Recht zu haben auf die Dauer meiner Empfindungen“.)
Ein Sturm während eines Bootsausfluges, den Stella mit Freunden unternimmt, trennt die beiden: Bei einem Aufprall des Bootes auf die steinerne Hafeneinfahrt wird Stella durch den abgebrochenen Mast von Bord geschleudert und zwischen Steinwand und Bootskörper gedrückt. Christian rettet sie aus dem Wasser; auf seine Ansprache reagiert sie jedoch kaum. Nur einmal glaubt Christian zu hören, wie sie leise seinen Namen ausspricht. Kurz darauf besucht Christian sie mit Klassenkameraden im Krankenhaus; doch bis auf ein paar Tränen, die bei einem Gesang der Schüler erkennbar werden, zeigt sie keine Regung. Wenige Tage später stirbt sie an den Folgen der Verletzungen. Nach ihrer Seebestattung folgt eine Gedenkfeier des Lehrerkollegiums und der Schüler. Christian, um eine Abschiedsrede gebeten, verweigert sich dieser Aufgabe und sucht im Schweigen eine Möglichkeit, das Geschehene zu verinnerlichen: „…vielleicht muss ja im Schweigen ruhen und  bewahrt werden, was uns glücklich macht.“ Es bleibt letztlich eine unerfüllte Liebe, denn sie endet, bevor sie richtig begonnen hat.

## Figuren
- Christian Voigt, der 18-jährige Schüler und Ich-Erzähler sowie männliche Hauptfigur der Novelle.
- Stella Petersen, die junge Englischlehrerin von Christian, in die er sich verliebt und mit der er eine Affäre beginnt
- Wilhelm und Jutta Voigt, Christians Eltern, die durch ein Foto in seinem Zimmer seine Zuneigung zu der Englischlehrerin erahnen. Während Christians Vater es als jugendliche Schwärmerei sieht und gelassen ist, ahnt seine Mutter die Affäre und reagiert skeptisch auf Frau Petersen.
- Stellas Vater, ein alter Bordfunker, der gesundheitliche Probleme hat und von seiner Tochter umsorgt wird. Als Weltkriegsveteran geriet er in britische Kriegsgefangenschaft und erweckte später bei seiner Tochter die Liebe zur englischen Sprache.
- Georg Bisanz, der am häufigsten im Roman erwähnte Mitschüler von Christian. Er gilt als Klassenbester und wird von Stella gerettet, als er bei einem Segelwettbewerb beinahe ertrinkt.
- Direktor Block, der Leiter des Lessing-Gymnasiums. Er reagiert etwas enttäuscht, als Christian als Klassensprecher nicht während der Trauerfeier für Frau Petersen reden will.
- Herr Kugler, ein verwitweter Lehrerkollege von Stella, der eng mit ihr befreundet ist und möglicherweise auch romantische Gefühle für sie hegt.
- „Colin“, ein ehemaliger Kommilitone von Stella, der in der Novelle nur durch eine Fotografie mit Widmung in ihrem Zimmer in Erscheinung tritt. Trotzdem reagiert Christian eifersüchtig auf das Foto und glaubt später fälschlicherweise, in einem Touristen Colin wiederzuerkennen.
- Sonja, die etwas jüngere Nachbarin von Christian, die bei einem Tanzfest vergeblich auf dessen Aufmerksamkeit hofft.
- Frederik, der Gehilfe von Christians Vater bei dessen Beruf als Steinfischer.
- Vogelwart Matthiesen, der seine einsame Stellung als Vogelwart auf der Vogelinsel im Laufe der Novelle wegen Rheumatismus aufgibt. Christian träumt daraufhin davon, mit Stella in Matthiesens Hütte auf der Vogelinsel zu ziehen.
- Herr Thomsen, der Hafenkapitän und inoffizielle Bürgermeister des Ortes.
- Herr Püschkereit, ein pensionierter Geschichtslehrer aus Masuren (Lenz’ Heimat), der auf Stellas Beerdigung über Beerdigungsrituale in Masuren spricht.
- Ein alter Mann, der mit Christian vor einem Krankenhaus auf einer Parkbank sitzt und ihm über den Suizidversuch seines Sohnes erzählt.

## Entstehungsgeschichte
Siegfried Lenz begann die Arbeit an dem Werk, das zunächst den Arbeitstitel Wellenbrecher trug, kurz vor dem Tod seiner Ehefrau Liselotte im Februar 2006. In einem Interview von 2014 äußerte er, dass man das Buch auch als Liebeserklärung an seine Ehefrau „post mortem“ lesen könne: „Das ist eine Liebesgeschichte, die man freibleibend adressieren kann. Und sie hat eine Adresse.“ Nach dem Tod seiner Frau ließ Lenz die Arbeit an der Schweigeminute rund anderthalb Jahre ruhen. Erst durch die Vergewisserung und Unterstützung seiner neuen Lebensgefährtin Ulla setzte er die Arbeit an der Novelle fort.
Allein im Jahr 2008 wurden rund 360.000 Exemplare verkauft, womit das Buch als ein Verkaufserfolg gilt. Laut Marcel Reich-Ranicki ist es das erste größere Werk von Lenz, in dem eine Liebesgeschichte im Zentrum der Handlung steht.

## Sprache und Erzählform
Die Novelle wird in der Ich-Form aus der Sicht von Christian geschildert. Sie beginnt mit der Schweigeminute, von der rückblickend die Liebesgeschichte des Paares erzählt wird. Hellmuth Karasek deutete den Ich-Erzähler so, dass er möglicherweise aus der Perspektive als schon älterer Mann seine erste und wohl auch am intensivsten gebliebene Liebesbeziehung rekapituliert. Darauf deuten einige Sätze gegen Ende des Textes hin: „Nicht der Schlepper selbst, aber sein Bild wird mir für immer gegenwärtig bleiben, das ahnte ich und meine Ahnung hat Recht behalten“ (Seite 127).
Stilistisch fällt vor allem auf, dass der Erzähler Christian seine Geliebte Stella wechselnd in der 2. Person und 3. Person anspricht. Trotz persönlicher Erzähltechnik bleiben intimere Details der Beziehung der Phantasie des Lesers überlassen – passend zu einer Aussage von Lenz, dass Figuren einfach „ins Bett zu schicken“ für ihn „zu wenig Beweisqualität“ habe. Außerdem macht sich die häufige Verwendung von Seemannsjargon wie beispielsweise Mole, Jolle, Kiel, Winsch, Reuse, Dingi und Prahm bemerkbar.

## Konflikte und Lesarten
Im Mittelpunkt steht die außergewöhnliche Beziehung zwischen einer Lehrerin und einem Schüler. Der Leser kann sich seine eigenen Gedanken machen, ob aus den beiden Protagonisten ein Paar hätte werden können oder ob Umstände oder Personen den beiden im Wege gestanden hätten, da ihre Affäre im Gegensatz zu vielen ähnlichen Werken nie von den anderen Charakteren aufgedeckt wird. Lenz lässt weitere Fragen offen: Der Leser erfährt höchstens andeutungsweise, wie, wann und vor allem warum sie sich überhaupt ineinander verlieben.
Der im Titel der Novelle aufgerufene Schweigediskurs findet im Erzählverlauf auf zwei Ebenen statt: als konventionelles Element, wenn es um die von der Schulleitung proklamierte Schweigeminute innerhalb der Trauerfeier geht, die, als Rahmenhandlung angelegt, immer wieder den Textfluss durchbricht; des Weiteren in den Äußerungen und im Verhalten der handelnden Personen, an denen Lenz verschiedene Motive des Schweigens durchspielt. Für Christian gerät der selbst auferlegte Akt des Schweigens zur Erinnerungsarbeit, in der sich Zeitebenen und Motive verschränken. Lenz bejahte, dass es in dem Roman um das Schweigen und das Überwinden des Schweigens gehe.
Die Gestalt der Stella hat Lenz in mehreren Facetten skizziert. Die Namensmetaphorik (Stella = lateinisch für Stern) verweist auf die bedeutende Funktion, die Stella für Christian einnimmt. Sie bereichert sein Wissen; sie ist sein „Stern“, sein Liebesobjekt, auch sein Schicksal. Die überwiegend „grün“ gekleidete, „wie eine Schülerin“ anmutende junge Lehrerin zeigt eine besondere Sensibilität für die Natur, insbesondere für die Wasserwelt mit ihren Lebewesen. Inspiriert durch Zitate aus dem naturnahen Werk Faulkners ist möglicherweise die Stimme des Autors Lenz vernehmbar, der eine engagiert Stellung beziehende Protagonistin kreiert.
Mehrfach wird Stella in Verbindung zur sagenhaft-mythischen Gestalt einer Wasserfrau gestellt. Sie ist eine ausgezeichnete Schwimmerin. Von einem der Fischereiexperten auf dem Kongress, auf dem es um Quoten für Fischfang geht, wird sie sogar als Meerfrau gezeichnet. Eine Aufforderung der jungen Lehrerin zum Tanz beim Strandfest seitens des „heimischen Wassergotts, des Krakenmanns“ und auch eine sie betreffende Porträtierung als „Meerfrau … mit schön gebogenem Fischschwanz“ stützen diese Lesart. Die Durchstrukturierung des Erzähltextes nach dem Muster der Undinen- bzw. Melusinensage (Liebe einer schönen Meerfrau zu einem Sterblichen, Trennung nach enttabuisierender Einmischung und Rückkehrzwang ins Wasserreich) bleibt allerdings konturenhaft.

## Ausgaben
- Siegfried Lenz: Schweigeminute. Hoffmann und Campe, Hamburg 2008, ISBN 978-3-455-04284-9.
- Siegfried Lenz: Schweigeminute. dtv, München 2009, ISBN 978-3-423-13823-9.
- Siegfried Lenz: Schweigeminute. Hörbuch, ungekürzte Lesung (Sprecher: Konstantin Graudus), Hoffmann und Campe, Hamburg 2008, ISBN 978-3-455-32055-8.

## Verfilmung
2016 entstand die Verfilmung Schweigeminute als ZDF-Fernsehfilm unter Regie von Thorsten Schmidt mit Julia Koschitz als Stella und Jonas Nay als Christian in den Hauptrollen.